# Амбувумбе
Амбуву́мбе (малаг. Ambovombe) — город на Мадагаскаре. Является административным центром региона Андруи и одноимённого себе округа. Население — 57 000 чел. (по переписи 2001 года).

## Климат
Город расположен на самом юге страны, на берегу Индийского океана.
| Показатель                                                      | Янв. | Фев. | Март | Апр. | Май  | Июнь | Июль | Авг. | Сен. | Окт. | Нояб. | Дек. | Год  |
| --------------------------------------------------------------- | ---- | ---- | ---- | ---- | ---- | ---- | ---- | ---- | ---- | ---- | ----- | ---- | ---- |
| Средняя температура, °C                                         | 26,4 | 26,4 | 25,6 | 24,2 | 21,0 | 19,2 | 18,6 | 19,4 | 20,9 | 23,0 | 24,9  | 26,1 | 23,0 |
| Норма осадков, мм                                               | 96   | 91   | 59   | 27   | 39   | 60   | 27   | 24   | 19   | 25   | 47    | 88   | 602  |
| Источник: http://www.levoyageur.net/weather-city-AMBOVOMBE.html |      |      |      |      |      |      |      |      |      |      |       |      |      |

## Население
Население города стабильно растёт: если в 1993 году в Амбувумбе проживало 45 427 человек, то в 2001 году — 57 000.

## Образование
В Амбувумбе есть школа организации «Альянс Франсез», деятельность которой направлена на распространение и популяризацию французского языка за пределами Франции.